# Hyalopeza aristae
Hyalopeza aristae är en tvåvingeart som beskrevs av Albany Hancock och Drew 2003. Hyalopeza aristae ingår i släktet Hyalopeza och familjen borrflugor. Inga underarter finns listade i Catalogue of Life.